# Сариєр
Сариєр (тур. Sarıyer) — найпівнічніший район Стамбула, Туреччина, на фракійському боці Босфора. Район Сариєр — величезна територія, що складається з селищ від Румеліфенірі, через Тараб'я, Єникьой, Істіньє, Емірган до Румелі Хісари. Сариєр також омивається Чорного моря на захід від гирла Босфору, включаючи село Кілйос. Межує з Еюп на північному заході, Бешикташ на півдні та Кагитхане на заході.

## Туристичні пам'ятки

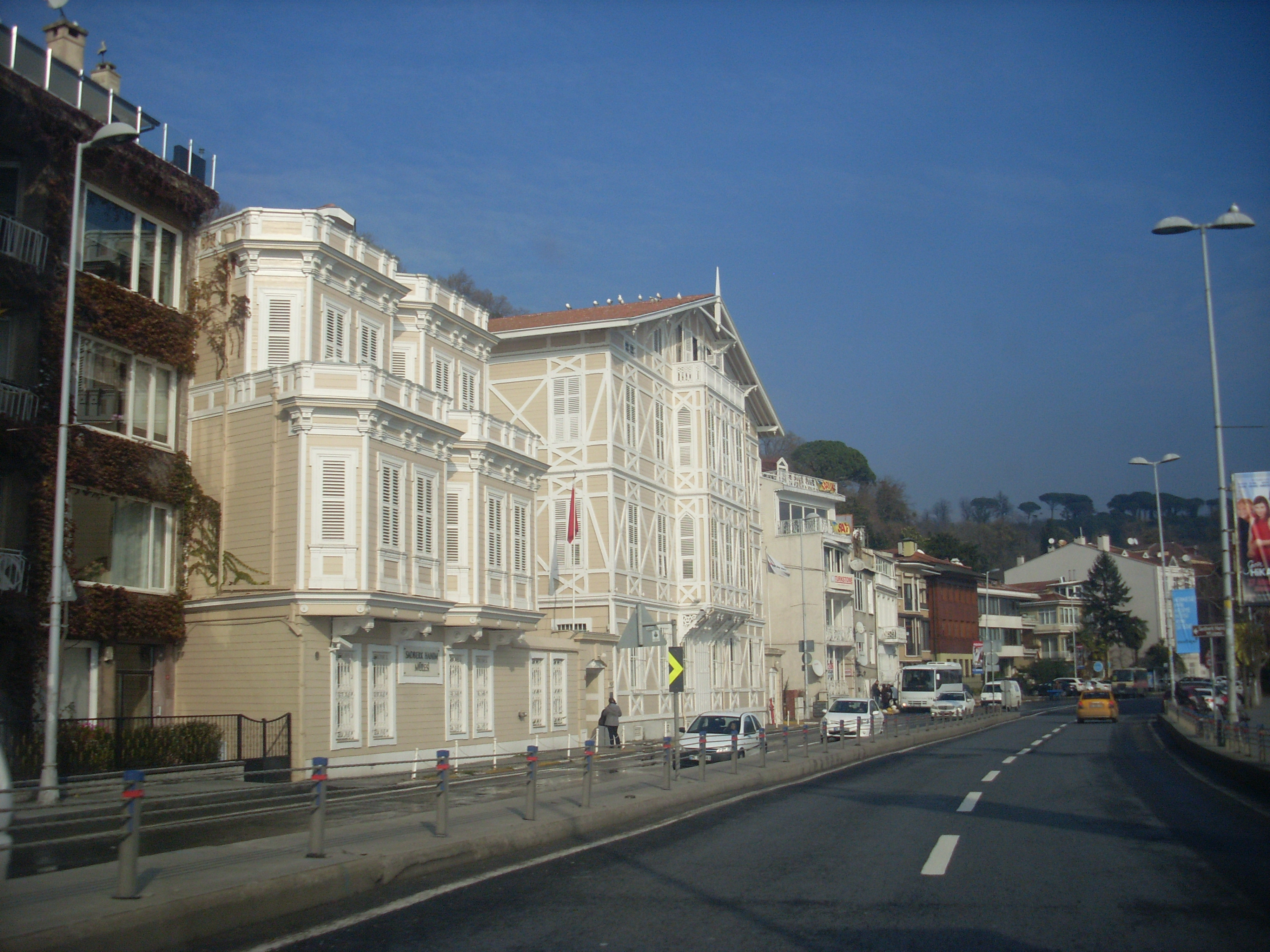
Sadberk Hanım Museum.

- Румелі Хісари — величезна фортеця на Босфорі, побудована під час османського завоювання Стамбула. Влітку Румелі Хісари — місце проведення низки популярних концертів простонеба.
- Сакип Сабанджі
- Садберк Ханим[en]
- Будинок із привидами[en] — музей сучасного образотворчого мистецтва.
- Дерев'яні будинки на набережній Османської доби.
- Історичні акведуки Белградського лісу
- Істіньє-парк[en], один з елітних торгових центрів у Стамбулі.
- Будівля Стамбульської фондової біржі в Істіньє.
- Діловий район . Маслак[en].
- Природні парки:
  - Бентлер[en], природний парк з історичними дамбами у мікрорайоні Бахчекьой[en]
  - Фаліх-Ріфкі-Атай (природний парк)[en], природний парк у складі Белградського лісу
  - Фатих Султан Мехмет[en]
  - Ірмак[en], природний парк у складі Белградського лісу
  - Кьомюрджюбент[en], природний парк у складі Белградського лісу
  - Мехмет Акіф Ерсой[en], природний парк у складі Белградського лісу
  - Нешет-Сую[en], природний парк у складі Белградського лісу
  - Тюркменбаши[en], заповідна зона в мікрорайоні Чаїрбаші
- Гарипче[en], село на Босфорі, відоме своїми рибними ресторанами.

## Клімат
| Клімат Bahçeköy, Istanbul (normals and extremes 1981–2010, snowy days 1990-1999) | Клімат Bahçeköy, Istanbul (normals and extremes 1981–2010, snowy days 1990-1999) | Клімат Bahçeköy, Istanbul (normals and extremes 1981–2010, snowy days 1990-1999) | Клімат Bahçeköy, Istanbul (normals and extremes 1981–2010, snowy days 1990-1999) | Клімат Bahçeköy, Istanbul (normals and extremes 1981–2010, snowy days 1990-1999) | Клімат Bahçeköy, Istanbul (normals and extremes 1981–2010, snowy days 1990-1999) | Клімат Bahçeköy, Istanbul (normals and extremes 1981–2010, snowy days 1990-1999) | Клімат Bahçeköy, Istanbul (normals and extremes 1981–2010, snowy days 1990-1999) | Клімат Bahçeköy, Istanbul (normals and extremes 1981–2010, snowy days 1990-1999) | Клімат Bahçeköy, Istanbul (normals and extremes 1981–2010, snowy days 1990-1999) | Клімат Bahçeköy, Istanbul (normals and extremes 1981–2010, snowy days 1990-1999) | Клімат Bahçeköy, Istanbul (normals and extremes 1981–2010, snowy days 1990-1999) | Клімат Bahçeköy, Istanbul (normals and extremes 1981–2010, snowy days 1990-1999) | Клімат Bahçeköy, Istanbul (normals and extremes 1981–2010, snowy days 1990-1999) |
| Показник                                                                         | Січ.                                                                             | Лют.                                                                             | Бер.                                                                             | Квіт.                                                                            | Трав.                                                                            | Черв.                                                                            | Лип.                                                                             | Серп.                                                                            | Вер.                                                                             | Жовт.                                                                            | Лист.                                                                            | Груд.                                                                            |                                                                                  |
| Абсолютний максимум, °C                                                          | 25,3                                                                             | 27,3                                                                             | 27,2                                                                             | 33,6                                                                             | 34,4                                                                             | 36,6                                                                             | 38,7                                                                             | 38,0                                                                             | 38,2                                                                             | 35,7                                                                             | 28,0                                                                             | 23,8                                                                             |                                                                                  |
| Середній максимум, °C                                                            | 7,6                                                                              | 8,3                                                                              | 10,2                                                                             | 16,4                                                                             | 20,6                                                                             | 25,0                                                                             | 26,4                                                                             | 26,6                                                                             | 23,7                                                                             | 19,0                                                                             | 14,2                                                                             | 9,8                                                                              |                                                                                  |
| Середня температура, °C                                                          | 4,6                                                                              | 4,0                                                                              | 5,9                                                                              | 10,3                                                                             | 15,4                                                                             | 19,8                                                                             | 21,5                                                                             | 21,6                                                                             | 18,1                                                                             | 14,1                                                                             | 9,5                                                                              | 6,3                                                                              |                                                                                  |
| Середній мінімум, °C                                                             | 1,3                                                                              | 1,1                                                                              | 2,5                                                                              | 6,4                                                                              | 10,6                                                                             | 14,7                                                                             | 17,0                                                                             | 17,9                                                                             | 13,9                                                                             | 10,7                                                                             | 6,8                                                                              | 3,4                                                                              |                                                                                  |
| Абсолютний мінімум, °C                                                           | −16                                                                              | −15,4                                                                            | −10,6                                                                            | −3,1                                                                             | 0,9                                                                              | 5,7                                                                              | 7,8                                                                              | 8,0                                                                              | 3,1                                                                              | −1,2                                                                             | −4,3                                                                             | −9,8                                                                             |                                                                                  |
| Норма опадів, мм                                                                 | 163.7                                                                            | 112.5                                                                            | 101.3                                                                            | 68.3                                                                             | 55.8                                                                             | 47.4                                                                             | 45.3                                                                             | 71.9                                                                             | 79.6                                                                             | 119.0                                                                            | 164.3                                                                            | 188.3                                                                            |                                                                                  |
| Днів з опадами                                                                   | 15,8                                                                             | 14,2                                                                             | 12,9                                                                             | 10,1                                                                             | 8,3                                                                              | 6,9                                                                              | 5,8                                                                              | 5,9                                                                              | 7,4                                                                              | 12,6                                                                             | 15,4                                                                             | 19,8                                                                             |                                                                                  |
| Днів зі снігом                                                                   | 4,6                                                                              | 5,2                                                                              | 1,7                                                                              | 0,4                                                                              | 0,0                                                                              | 0,0                                                                              | 0,0                                                                              | 0,0                                                                              | 0,0                                                                              | 0,0                                                                              | 0,3                                                                              | 4,0                                                                              |                                                                                  |
| -------------------------------------------------------------------------------- | -------------------------------------------------------------------------------- | -------------------------------------------------------------------------------- | -------------------------------------------------------------------------------- | -------------------------------------------------------------------------------- | -------------------------------------------------------------------------------- | -------------------------------------------------------------------------------- | -------------------------------------------------------------------------------- | -------------------------------------------------------------------------------- | -------------------------------------------------------------------------------- | -------------------------------------------------------------------------------- | -------------------------------------------------------------------------------- | -------------------------------------------------------------------------------- | -------------------------------------------------------------------------------- |
| Джерело:                                                                         |                                                                                  |                                                                                  |                                                                                  |                                                                                  |                                                                                  |                                                                                  |                                                                                  |                                                                                  |                                                                                  |                                                                                  |                                                                                  |                                                                                  |                                                                                  |